# Asota tiphlops
Asota tiphlops är en fjärilsart som beskrevs av Fletcher 1957. Asota tiphlops ingår i släktet Asota och familjen nattflyn. Inga underarter finns listade i Catalogue of Life.